# Taizhou (Jiangsu)
|  | No s'ha de confondre amb Taizhou (Zhejiang). |

Taizhou (en xinès: 泰州市, pinyin: Tàizhōu shì) és una ciutat a nivell de prefectura a la província central de Jiangsu a l'est de la Xina. Situada a la riba nord del riu Iang-Tsé, limita amb Nantong a l'est, Yancheng al nord i Yangzhou a l'oest.
Segons el cens de 2010 la seva població era de 4.618.937 habitants, dels quals 1.607.108 vivien a l'àrea urbanitzada (o metropolitana) formada per tres districtes urbans: Hailing, Jiangyan i Gaogang. Dues ciutats a nivell de comtat tenen més d'1 milió d'habitants, Xinghua amb 1.253.548 habitants i Taixing amb 1.073.921 habitants.
Hu Jintao, antic secretari general del Partit Comunista Xinès, considera Taizhou la seva ciutat natal, igual que Mei Lanfang, un dels artistes més famosos de l'òpera de Pequín en la història moderna de la Xina.

## Història
Taizhou era coneguda com a Haiyang (xinès: 海陽; pinyin: Hǎiyáng) en el període de Primaveres i Tardors durant la dinastía Han de l'Oest.[4]
Va ser nomenada comtat l'any 117 aC. Va ser una ciutat destacada durant la Dinastia Jin Oriental, juntament amb ciutats com Jinling (Nanquín) i Guangling (Yangzhou). Va ser nomenada "ciutat prefectura de Taizhou" a la Dinastia Tang, que significa país pacífic. El nom de la ciutat s'ha mantingut durant 2.100 anys.
Taizhou es va independitzar de la seva ciutat veïna i més gran Yangzhou al segle x. Sota la Dinastia Ming va ser un centre de comerç de sal, i igual que Yanxeng, era la llar de molts comerciants de sal. L'any 1952 es va construir un canal fins al riu Iang-Tsé.
Amb una història de més de 2.100 anys, Taizhou té la reputació de “antic comtat de les dinasties Han i Tang”. Durant la seva història s'ha vist associada a grans talents i comerciants famosos. Sempre va ser un centre polític, econòmic, cultura i de transport a Jiangsu. És també la ciutat natal de grans mestres artístics com Shi Nai'an, Banqiao Zheng, i Mei Lanfang, entre d'altres. És el lloc de naixement de l'Armada de l'Exèrcit Xinès d'Alliberament Popular. Actualment és una de les ciutats famoses, històriques i culturals de la província de Jiangsu.
Taizhou va ser designada ciutat pel Govern Central el 1996. Al desembre de 2012 la ciutat-comtat de Jiangyan es categoritza com a ciutat-districte.

## Administració i població
La ciutat a nivell de prefectura de Taizhou administra sis divisions a nivell de comtat, incloent dos districtes i quatre ciutats a nivell de comtat, que a la vegada es divideixen a més en 105 divisions a nivell de municipi, incloses 91 ciutats, vuit municipis i sis subdistrictes.
| Mapa                                                                                | Mapa   | Mapa          | Mapa            | Mapa             | Mapa     |
| ----------------------------------------------------------------------------------- | ------ | ------------- | --------------- | ---------------- | -------- |
| Hailing Gaogang Jiangyan Xinghua · (ciutat) Jingjiang · (ciutat) Taixing · (ciutat) |        |               |                 |                  |          |
| Subdivisió                                                                          | Xinès  | Pinyin        | Població (2010) | Superfície (km²) | Densitat |
| Ciutat pròpiament dita                                                              |        |               |                 |                  |          |
| Districte de Hailing                                                                | 海陵区 | Hǎilíng Qū    | 594.656         | 337,90           | 1.760    |
| Suburbà                                                                             |        |               |                 |                  |          |
| Districte de Gaogang                                                                | 高港区 | Gāogǎng Qū    | 283.807         | 301,70           | 941      |
| Districte de Jiangyan                                                               | 姜堰区 | Jiāngyàn Qū   | 728.645         | 927,53           | 786      |
| Ciutats satèl·lit (ciutats a nivell de comtat)                                      |        |               |                 |                  |          |
| Jingjiang                                                                           | 靖江市 | Jìngjiāng Shì | 684.360         | 665,60           | 1.044    |
| Taixing                                                                             | 泰兴市 | Tàixīng Shì   | 1.073.921       | 1.169,56         | 891,8    |
| Xinghua                                                                             | 兴化市 | Xīnghuà Shì   | 1.253.548       | 2.394,96         | 523      |
| Total                                                                               | Total  | Total         | 4.618.937       | 5.787,25         | 798      |